# Oktopus (seriál)
Oktopus je český kriminální dramatický seriál režiséra Jana Pachla, sestávající z šestadvaceti dílů založených na vyšetřování odložených kriminálních případů (dle jeho slov se nejedná o skutečné případy); v hlavních rolích se představili Miroslav Krobot a Marika Šoposká. Premiéra první řady proběhla 28. srpna 2023 na stanici ČT1.
Název, upomínající na chobotnici (z latinského octopus), je akronymickou zkratkou názvu seriálového Oddělení kontroly termínově ohrožených případů útvaru S (tvůrci se inspirovali skutečným kriminálním oddělením Tempus).
Dne 27. května 2024 Česká televize oznámila pokračování seriálu. Premiéra druhé řady je naplánovaná na 8. září 2025; na první řadu naváže zhruba s tříletým odstupem.

## Obsazení

### Hlavní role
| Miroslav Krobot  | kpt. Miroslav Dítě – elitní kriminalista                               |
| Tomáš Bambušek   | kpt. Miroslav Dítě (za mlada) – elitní kriminalista                    |
| Marika Šoposká   | kpt. Markéta Fáberová – mladá kriminalistka                            |
| Kryštof Hádek    | plk. Alexej Schwarz – šéf oddělení Oktopus                             |
| Zuzana Stivínová | mjr. Marie Dítětová – manželka Miroslava a šéfová analytiků            |
| Tereza Dočkalová | mjr. Marie Dítětová (za mlada) – manželka Miroslava a šéfová analytiků |
| Sára Venclovská  | por. Andrea Šťovíková – policejní tisková mluvčí a asistentka          |
| Pavlína Mourková | JUDr. Jana Vránová – státní zástupkyně                                 |

### Vedlejší role
| Jaromír Hanzlík    | mjr. Jindřich Plachta – bývalý elitní kriminalista     |
| Miroslav Etzler    | mjr. Václav Čejchan – elitní kriminalista              |
| Josef Pejchal      | kpt. Rudolf Kopřiva – vyšetřovatel plzeňské kriminálky |
| Moris Issa         | Roy Massoud – velvyslanec Sýrie                        |
| Jiří Dvořák        | Tomáš Hýka – žokej                                     |
| Lenka Andelová     | Alena Pošová – bufetářka                               |
| Lukáš Bech         | Jiří Valnoha – archivář                                |
| Jan Plouhar        | Alois Ployhar (za mlada) – kamarád Miroslava           |
| Pavel Nový         | Alois Ployhar – kamarád Miroslava                      |
| Jana Krausová      | Olga Ployharová – manželka Aloise                      |
| Kristýna Badinková | Olga Ployharová (za mlada) – manželka Aloise           |
| Sára Korbelová     | Sylvie Ployharová – dcera Aloise                       |
| Ivo Gogál          | Robo „Bulhar“ Kysela – kamarád Miroslava a sázkař      |
| Pavel Novotný      | Ing. Vladimír Fábera – otec Markéty                    |
| Yasin Svoboda      | Denis Fábera – nevlastní bratr Markéty                 |
| Jiří Lábus         | Luboš Klusáček – tchán Alexeje                         |

### Epizodní role

#### První řada
| Zdeněk Hruška           | Karel Beránek (1. díl)                |
| Monika Timková          | Renata Beránková (1. díl)             |
| Lucie Zedníčková        | Dominika Kršáková (1. díl)            |
| Amelie Pokorná          | Dominika Kršáková (za mlada) (1. díl) |
| Ondřej Malý             | Petr Poul (za mlada) (1. díl)         |
| Radim Kalvoda           | Petr Poul (1. díl)                    |
| Miloslav Potiška        | Leoš Mohyla (1. díl)                  |
| Natálie Řehořová        | Jitka Mohylová (1. díl)               |
| Terezie Kovalová        | Lena Žalec (2. díl)                   |
| Jiří Panzner            | Jan Kaiser (2. díl)                   |
| Jiří Wohanka            | Milan Heller (2. díl)                 |
| Martin Myšička          | Martin Branald (2. díl)               |
| Miloslav König          | František Jiskra (2. a 3. díl)        |
| Oldřich Hajlich         | Petr Saska (3. díl)                   |
| Ivana Andrlová          | Eva Šťastná (3. díl)                  |
| Karel Jirák             | Lukáš Šťastný (3. díl)                |
| Aneta Kernová           | Erika Hrdličková (3. díl)             |
| David Punčochář         | Petr Koula (3. díl)                   |
| Dana Marková            | Marta Uhrová (3. díl)                 |
| Jan Bartoška            | Ilja Lavička (3. díl)                 |
| Adam Mašura             | Petr Raška (3. díl)                   |
| Robin Pařík             | Jiří Hladký (3. díl)                  |
| Kamil Kabeš             | Tomáš Procházka (3. díl)              |
| František Staněk        | Milan Smrkovský (4. díl)              |
| Pavel Myslík            | Alexandr Wunderbaum (4. díl)          |
| Jitka Schneiderová      | Mia Wunderbaumová (4. díl)            |
| Martin Kraus            | Prokop Lacina (4. a 8. díl)           |
| Jan Vlasák              | MVDr. Josef Liprt (4. díl)            |
| Roman Štabrňák          | Martin Fliegel (4. díl)               |
| Karel Zima              | Kamil Kroupa (5. díl)                 |
| Filip Menzel            | Milan Steiner (5. a 7. díl)           |
| Roman Kracík            | Biser Georgiev (5. díl)               |
| Jan Jankovský           | Michal Wünch (5. díl)                 |
| Vendelín Urban          | Michal Wünch (za mlada) (5. díl)      |
| Marie Jansová           | Barbora Nedomová (5. díl)             |
| Nela Dobiášová          | Barbora Nedomová (za mlada) (5. díl)  |
| Jiří Severa             | Radoslav Valenta (5. díl)             |
| Tomáš Jeřábek           | Ivo Palačinka (6. díl)                |
| Štěpán Benoni           | Ludvík Pára (6. díl)                  |
| Anton Taratu            | Gleb Abuladze (6. díl)                |
| Philip Schenker         | Helmut Schmidt (6. díl)               |
| Kamil Švejda            | Jan Čámský (6. a 13. díl)             |
| Jana Kubátová           | Daniela Mrázková (6. díl)             |
| Anežka Rusevová         | Kamila Karpíšková (6. díl)            |
| Peter Kočiš             | Leopold Štern (6. díl)                |
| Dominik Teleky          | Peter Kubant (6. díl)                 |
| Lukáš Jůza              | Tomáš Maurer (7. díl)                 |
| Monika Zoubková         | Eliška Maurerová (7. díl)             |
| Jiří Zapletal           | Jaroslav Brát (7. díl)                |
| Matěj Havelka           | Matěj Tirpák (7. díl)                 |
| Petr Uhlík              | Libor Zradička (7. díl)               |
| Jonáš Zima              | Marek Varadi (7. díl)                 |
| Lubor Šplíchal          | Július Nevečeřal (7. díl)             |
| Tereza Taliánová        | Ema Uhlířová (7. díl)                 |
| Martina Lesová          | Anna Vránová (8. díl)                 |
| Josef Vrána             | Jaroslav Vrána (8. díl)               |
| Tereza Nekudová         | Růžena Kumpánová (8. díl)             |
| Tomáš Karger            | Igor Škaloud (8. díl)                 |
| Přemysl Bureš           | Petr Bok (8. díl)                     |
| Jiří Šimek              | Filip Bok (8. díl)                    |
| Marcela Holubcová       | Veronika Sobolová (8. díl)            |
| Tomáš Kořének           | Rudolf Sobola (8. díl)                |
| Zora Valchařová Poulová | Marta Boková (8. díl)                 |
| Igor Bareš              | Marek Zelinger (8. díl)               |
| Marie Štípková          | Antonie Váchalová (9. díl)            |
| Magdalena Malinová      | Ludmila Kopecká (9. díl)              |
| Kateřina Coufalová      | Barbora Millerová (9. díl)            |
| Hana Kusnjerová         | Dita Trnavská (9. díl)                |
| Tereza Blažková         | Alena Černá (9. díl)                  |
| Leonard Hädler Stirský  | Marek Krulich (9. díl)                |
| Roman Motyčka           | Stanislav Přibyl (9. díl)             |
| Tomáš Pavelka           | Igor Hlavas (9. díl)                  |
| Eliáš Vyskočil          | Lukáš Hašek (9. díl)                  |
| Václav Krátký           | MUDr. Marek Jech (9. díl)             |
| Doan Gia Bao            | Libor Nguyen (9. díl)                 |
| Matouš Brychcín         | David Štrangmiler (9. díl)            |
| Jan Dvořák              | Zbyněk Šoltéz (10. díl)               |
| Petr Pěknic             | MUDr. Luděk Hudec (10. díl)           |
| Jan Herčík              | MVDr. Ivan Hielbrant (10. díl)        |
| Vanda Hybnerová         | Gabriela Šoltézová (10. díl)          |
| Alexej Pyško            | Jaroslav Forejt (10. díl)             |
| Kateřina Marie Fialová  | Denisa Fléglová (11. díl)             |
| Cyril Drozda            | Přemysl Flégl (11. díl)               |
| Dana Batulková          | Kateřina Průchová (11. díl)           |
| Robert Jašków           | Dalibor Kowalski (11. díl)            |
| Anna Čtvrtníčková       | Ema Vacková (11. díl)                 |
| Pavel Tesař             | Oldřich Vacek (11. díl)               |
| Martin Hub              | Jan Cílek (11. díl)                   |
| Mikuláš Čížek           | Robin Skála (11. díl)                 |
| Sergej Sanža            | Karel Vizina (11. díl)                |
| Jan Španbauer           | Michal Vachek (11. díl)               |
| Michaela Rajdlíková     | Nina Novotná (11. díl)                |
| Petr Kotík              | Arpád Horváth (12. díl)               |
| Jan Bílek               | František Pilný (12. díl)             |
| Zdeněk Bálek            | Jan Kloc (12. díl)                    |
| Vladislav Georgiev      | Eduard Bartůněk (12. a 13. díl)       |
| Ondřej Volejník         | Jiří Wolf (12. díl)                   |
| Jiří Černý              | Čeněk Kolouch (12. díl)               |
| Lenka Termerová         | Helena Matulová (12. díl)             |
| Martin Sitta            | Bedřich Mašinfíra (12. díl)           |
| Jan Vondráček           | Ivan Urban (12. díl)                  |
| Norbert Lichý           | Ondřej Sosna (12. díl)                |
| Jiří Štěpnička          | Jan Drotár (13. díl)                  |
| Jan Bidlas              | Jan Drotár (za mlada) (13. díl)       |
| Marián Chalány          | Ondrej Rychlý (13. díl)               |
| Nikola Ďuricová         | Lívia Krajčírová (13. díl)            |
| Diana Mórová            | Gita Molnárová (13. díl)              |
| Dana Droppová           | Gita Molnárová (za mlada) (13. díl)   |
| Antonie Rašilovová      | Helena Strnadová (13. díl)            |
| Jiří Roskot             | Josef Telička (13. díl)               |
| Matyáš Greif            | Kamil Bárta (13. díl)                 |
| Karel Greif             | Rostislav Bárta (13. díl)             |
| Roman Polák             | Karel Oplt (13. díl)                  |
| Jiří Racek              | Michal Lehovec (13. díl)              |

## Seznam dílů

### První řada (2023)
| Č. v seriálu | Původní název   | Režie     | Scénář    | Premiéra v ČR      | Sledovanost (v mil. diváků) |
| --- | --------------- | --------- | --------- | ------------------ | --------------------------- |
| 1 | Ztracený případ | Jan Pachl | Jan Pachl | 28. srpna 2023     | 1,214                       |
| Během vyšetřování vraždy lichváře Karla Beránka se otevírá i případ vyloupené pošty. Kapitánu Dítěti se podaří obě kauzy spojit, ale hlavně usvědčit vraha těsně před promlčením.           |                 |           |           |                    |                             |
| 2 | Falza           | Jan Pachl | Jan Pachl | 4. září 2023       | 0,986                       |
| Hrůzný nález v pražské kanalizaci otevírá případ směřující mezi uměleckou smetánku. Procento nově objevených obrazů starých mistrů je nebezpečně vysoké.                                    |                 |           |           |                    |                             |
| 3 | Škaredá středa  | Jan Pachl | Jan Pachl | 11. září 2023      | 1,038                       |
| Náhodný odběr DNA pomůže otevřít dvanáct let starý případ dívky přejeté vlakem. Stopy vedou na Žižkov k překupníkům kradených věcí a také do jednoho pražského rugby klubu.                 |                 |           |           |                    |                             |
| 4 | Syndikát koně   | Jan Pachl | Jan Pachl | 18. září 2023      | 1,017                       |
| Zatímco kapitánka Fáberová chce mít případ co nejrychleji z krku, Dítě nikam nespěchá. Kauza ze zákulisí dostihů mu totiž umožní věnovat se sázkařské vášni i v pracovní době.              |                 |           |           |                    |                             |
| 5 | Nikita          | Jan Pachl | Jan Pachl | 25. září 2023      | 1,046                       |
| Případy okradených řidičů kamiónů, kteří pobíhají nazí po výpadovkách, by mohly být úsměvné, ale jen do chvíle, kdy jeden z nich přijde o život.                                            |                 |           |           |                    |                             |
| 6 | Srdcová sedma   | Jan Pachl | Jan Pachl | 2. října 2023      | 0,972                       |
| V luxusním Karlovarském hotelu se najde prst v polévce a mrtvola kuchaře v popelnici. Hlavní podezřelý z dávno odloženého případu se náhle objeví v Praze. Dítě musí hrát vysokou hru.      |                 |           |           |                    |                             |
| 7 | Dobrý pastýř    | Jan Pachl | Jan Pachl | 9. října 2023      | 1,029                       |
| Vražda vychovatele z pasťáku je uzavřený případ. Vrah se přiznal, sedí za mřížemi, jenže Dítěti s Fáberovou se na tom něco nezdá.                                                           |                 |           |           |                    |                             |
| 8 | Žihadla         | Jan Pachl | Jan Pachl | 16. října 2023     | 1,058                       |
| Major Plachta znovu ve hře! V domově důchodců si vymyslí případ a hned se pustí do vyšetřování. Teprve když sám málem přijde o život, začnou ho Fáberová s Dítětem brát vážně.              |                 |           |           |                    |                             |
| 9 | Kobyla          | Jan Pachl | Jan Pachl | 23. října 2023     | 1,080                       |
| Po 5 letech od neuzavřených vražd mladých žen se pachatel přihlásí o pozornost dalším zločinem. Dítě s Fáberovou se pustí do případu, který je zavede hluboko do minulosti, na letní tábor. |                 |           |           |                    |                             |
| 10 | Psina           | Jan Pachl | Jan Pachl | 30. října 2023     | 1,089                       |
| Chovatelé výstavních plemen psů mohou být pěkní blázni. Svá zvířata mají někdy raději než lidi. Ale že by se mezi sebou vraždili?                                                           |                 |           |           |                    |                             |
| 11 | Deny            | Jan Pachl | Jan Pachl | 6. listopadu 2023  | 1,117                       |
| Nadějná mladá zpěvačka Denisa Fléglová měla našlápnuto k slibné kariéře, ale pak zmizela v Austrálii. Jenže teď se najde její tělo. Kdo je vrah? A kdo za ni posílá dopisy od protinožců?   |                 |           |           |                    |                             |
| 12 | Bankocetle      | Jan Pachl | Jan Pachl | 13. listopadu 2023 | 1,143                       |
| Vlaková loupež pytlů vyřazených padesátikorun zdánlivě postrádá jakýkoli smysl. Poslední dobou se mezi sběrateli objevuje množství unikátních bankovek, a to umožní otevřít starý případ.   |                 |           |           |                    |                             |
| 13 | Jordán          | Jan Pachl | Jan Pachl | 20. listopadu 2023 | 1,213                       |
| Třicet let straší kapitána Dítěte kostlivec ve skříni z případu Jordán. Kdysi byl tak naivní, že slíbil matce zmizelé dívky, že případ vyřeší.                                              |                 |           |           |                    |                             |

## Zajímavosti
- Seriál vznikal po dobu sto šesti natáčecích dnů, první klapka padla v září 2022.[9]
- Seriál se natáčel např. v Praze, Kladně, Karlových Varech, Ústí nad Labem, Mělníku, Ratajích nad Sázavou a na Máchově jezeře.
- Jedna z budov České televize na Kavčích horách posloužila filmařům v seriálu jako oblastní nemocnice. Služebnu oddělení si štáb zřídil v Centru architektury a městského plánování v areálu Emauzského kláštera v Praze.
- Ateliér u železniční trati v Praze-Holešovicích, který v seriálu obývá kpt. Miroslav Dítě (Miroslav Krobot), byl po natáčení stržen kvůli nové výstavbě.
- Plukovník Alexej Schwarz (Kryštof Hádek) nosí do „akce“ policejní bundy, nikdy však Policie ČR, vždy nějakou zahraniční: slovenskou, italskou a americkou.
- Marika Šoposká (kpt. Markéta Fáberová) se kvůli natáčení začala otužovat, v seriálu měla řadu scén ve vodě a některé se točily i v zimě.
- Miroslav Krobot (kpt. Miroslav Dítě) má se svým seriálovým hrdinou hodně společného: mimo jiné rád jezdí vlakem, kdy během natáčení vystřídal více než deset typů vagonů a také je milovník studeného bufetu, během natáčení snědl více než pět kilogramů různých majonézových salátů a často měl kelímek se salátem prázdný už během zkoušek na záběr.

## Kritika
- Mirka Spáčilová, MF DNES / iDNES.cz  60 %[10]

Andrea Zunová (Právo / Novinky.cz) po zhlédnutí prvního dílu („Ztracený případ“) psala o dobře dívatelném seriálu, se zatím trochu pomalým rozjezdem; vyjádřila naději, že přínosem dalších dílů budou snad zajímavější zápletky.